# Alonso Ortiz
Alonso Ortiz, Alfonso Ortiz o Alonso Hortiz de Urrutia (Villarrobledo, Albacete, 1455 - h. 1503) fue un humanista español del prerrenacimiento.

## Biografía

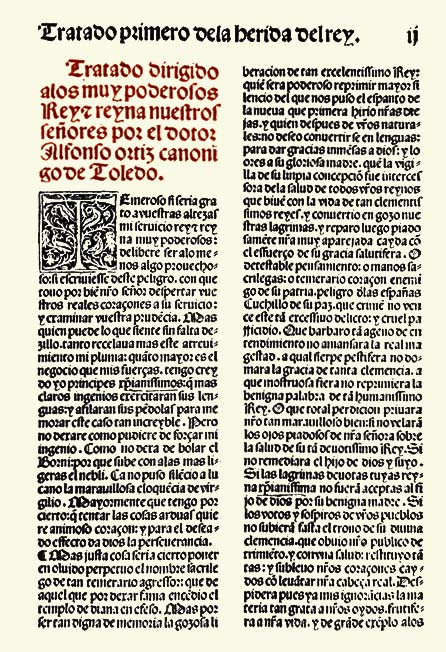
Página de Los Tratados del Doctor Alonso Ortiz, 1493.

Estudió teología en Salamanca, a cuya universidad legó su gran biblioteca en 1503. Fue canónigo de la Catedral de Toledo y tenía amplios conocimientos en hebreo, griego, latín y árabe. Por mandato del Cardenal Cisneros, enmendó y revisó el Breviarium mozarabicum (1501) y el Misal mozárabes impresos en Toledo en 1500 y en 1502. Fue capellán de la reina Isabel la Católica. Parece ser autor de seis himnos a santos de Toledo. Sus sobrinos Blas y Pedro Ortiz destacaron también como escritores e intelectuales.

## Obra
En 1493 se compendiaron e imprimieron en Sevilla varias de sus obras con el título de Los Tratados del Doctor Alonso Ortiz, entre los que iban comprendidos cinco tratados:
- Tratado de la Herida del rey
- Tratado consolatorio a la princesa de Portugal, sobre fortuna y bienaventuranza
- Oración a los reyes en latín y en romance
- Dos cartas mensajeras a los reyes
- Tratado de la carta contra el protonotario de Lucena, en que defiende la Inquisición y ataca a este autor.
- Tratado sobre la educación del príncipe don Juan, escrito en latín, la reina Isabel la Católica, de la que fue capellán, dialoga con un cardenal.

Además se conservan otras dos obras manuscritas:
- Tratado del Fallecimiento del Príncipe Don Juan
- Oración Consolatoria a los Reyes Católicos

En latín compuso además un Liber dialogorum.
Tradujo al castellano el Arbor vitae crucifixae Jhesu Christi de Ubertino da Casale y fue uno de los primeros autores en autotraducir sus obras, dando a la imprenta las versiones romance y latina.